# Giải của Hiệp hội phê bình phim Toronto cho nữ diễn viên phụ xuất sắc nhất
Giải của Hiệp hội phê bình phim Toronto cho nữ diễn viên phụ xuất sắc nhất là một trong các giải thưởng hàng năm của Hiệp hội phê bình phim Toronto, dành cho các nữ diễn viên đóng vai phụ trong một phim, được bầu chọn là xuất sắc nhất.

## Các người đoạt giải

### Thập niên 2000
| Năm  | Người đoạt giải    | Phim                                             | Vai diễn       |
| ---- | ------------------ | ------------------------------------------------ | -------------- |
| 2000 | Ziyi Zhang         | Crouching Tiger, Hidden Dragon (Wo hu cang long) |                |
| 2001 | Scarlett Johansson | Ghost World                                      |                |
| 2002 | Emily Watson       | Punch-Drunk Love                                 |                |
| 2003 | Miranda Richardson | Spider                                           |                |
| 2004 | Virginia Madsen    | Sideways                                         | Maya Randall   |
| 2005 | Catherine Keener   | Capote                                           | Harper Lee     |
| 2006 | Cate Blanchett     | Notes on a Scandal                               | Sheba Hart     |
| 2007 | Cate Blanchett     | I'm Not There                                    |                |
| 2008 | Rosemarie DeWitt   | Rachel Getting Married                           | Rachel         |
| 2009 | Anna Kendrick      | Up in the Air                                    | Natalie Keener |